# Desigualtat matemàtica

En programació lineal, la solució candidata és definida mitjançant un conjunt de desigualtats matemàtiques.

En matemàtiques, una desigualtat és una relació que fa una comparació de no igualtat entre dos nombres o dues expressions matemàtiques. Normalment s'utilitza per comparar la magnitud de dos nombres en la recta numèrica. Hi ha diverses notacions diferents per representar diferents tipus de desigualtats:
- La notació a < b significa que a és menor que b.
- La notació a > b significa que a és major que b.

En tots dos casos, a no és igual a b. Aquestes relacions reben el nom de desigualtats estrictes, que significa que a és estrictament menor que o major que b. S'exclou l'equivalència.
A part de les desigualtats estrictes, existeixen dos tipus més de desigualtat, que són les no estrictes:
- La notació a ≤ b o a ⩽ b significa que a és menor que o igual a b (o, el que és el mateix, a tot estirar a és b, o a no és major que b).
- La notació a ≥ b o a ⩾ b significa que a és major que o igual a b (o, el que és el mateix, pel cap baix a és b, o a no és menor que b).

La relació "no és major que" també pot ser representada per a ≯ b, el símbol per "major que" esmenat amb una barra, «no». El mateix aplica per la relació "no és menor que" i a ≮ b.
La notació a ≠ b significa que a no és igual a b, i de vegades és considerat una forma de desigualtat estricta. No diu que un dels dos termes sigui major que l'altre; ni tan sols requereix que a i b formin part de cap tipus de conjunt ordenat.
En ciències de l'enginyeria, s'utilitza menys formalment la següent notació per afirmar que una quantitat és "molt més gran" que l'altra, normalment diverses ordres de magnitud. Això implica que el valor menor pot ser negligit sense que això afecti significativament en la precisió d'una aproximació
- La notació a ≪ b significa que a és molt menor que b. (en teoria de la mesura, tanmateix, aquesta notació s'utilitza per a la continuïtat absoluta, un concepte que no hi té res a veure.)[4]
- La notació a ≫ b significa que a és molt major que b.[5]

## Propietats
Les desigualtats estan governades per les següents propietats. Totes aquestes propietats també apliquen si les desigualtats no estrictes (≤ i ≥) són substituïdes per les desigualtats estrictes corresponents (< i >) i — en el cas d'aplicar-se a funcions — les funcions monòtones són limitades a funcions estrictament monòtones.

### Invers
Les relacions ≤ i ≥ són inverses l'una de l'altra, en el sentit que per qualssevol nombres reals a i b:
a ≤ b i b ≥ a són equivalents.

### Transitivitat
La propietat de transitivitat de les desigualtat afirma que per dos nombres reals qualssevol a, b, c:
Si a ≤ b i b ≤ c, llavors a ≤ c.
Si qualsevol de les premisses és una desigualtat estricta, llavors la conclusió és una desigualtat estricta:
Si a ≤ b i b < c, llavors a < c.
Si a < b i b ≤ c, llavors a < c.

### Suma i resta

Si x < y, llavors x + a < y + a.

Una constant comuna c pot ser sumada o restada de tots dos costats de la desigualtat. Així doncs, siguin a, b, c nombres reals qualssevol:
Si a ≤ b, llavors a + c ≤ b + c i a − c ≤ b − c.
En altres paraules, la relació de desigualtat es preserva en la suma (o resta) i els nombre reals són un grup ordenat en la suma.

### Multiplicació i divisió

Si x < y i a > 0, llavors ax < ay.

Si x < y i a < 0, llavors ax > ay.

Les propietats que tenen a veure amb la multiplicació i divisió afirmen que, donats els nombre reals a, b i el real diferent a zero c:
Si a ≤ b i c > 0, llavors ac ≤ bc i a/c ≤ b/c.
Si a ≤ b i c < 0, llavors ac ≥ bc i a/c ≥ b/c.
En altres paraules, la relació de desigualtat es preserva sota la multiplicació i la divisió amb una constant positiva, però es reverteix quan hi intervé una constant negativa. Més generalment, això implica en un cos ordenat. Per més informació, vegeu § Cossos ordenats.

### Element oposat
- Siguin a i b dos nombre reals qualssevol:

- Si a < b llavors −a > −b.
- Si a > b llavors −a < −b.

on les desigualtats també poden ser no estrictes. Noti's que es tracta d'un cas particular de la multiplicació o divisió per un constant en què c=-1.

### Invers multiplicatiu
Si tots dos nombres ón positius, llavors la relació de desigualtat entre els inversos multiplicatius és contrària a l'original. Més específicament, donats dos nombres reals diferents a zero a i b que són tots dos positius (o tots dos negatius):
Si a ≤ b, llavors 1a ≥ 1b.
Tots els diferents casos de signes d'a i b es poden escriure en notació en cadena, com:
Si 0 < a ≤ b, llavors 1a ≥ 1b > 0.
Si a ≤ b < 0, llavors 0 > 1a ≥ 1b.
Si a < 0 < b, llavors 1a < 0 < 1b.

### Aplicació d'una funció en tots dos costats

Gràfica de la funció y = ln x

Tota funció monòtona creixent, per definició, pot ser aplicada en tots dos costats d'una desigualtat sense trencar-ne la relació (atès que totes dues expressions es trobin en el domini de la funció en qüestió). Tanmateix, aplicar una funció monòtonament decreixent en tots dos costat de la desigualtat fa que la relació de desigualtat s'inverteixi. Les normes de l'element oposat i de l'invers multiplicatiu per a nombres positius són tots dos casos particulars d'aplicar funcions monòtonament decreixents.
Si la desigualtat és estricta (a < b, a > b) i la funció és estrictament monòtona, llavors la desigualtat segueix sent estricta. Si només una d'aquestes dues condicions és estricta, llavors la desigualtat resultant no és estricta. De fet, les normes de l'element oposat i l'invers multiplicatiu són tots dos exemples de funcions monòtonament descendents.
Alguns exemples d'aquesta propietat són: 
- Elevar per una potència n > 0 (és a dir, −n < 0), quan a i b són nombre reals positius:

0 ≤ a ≤ b ⇔ 0 ≤ an ≤ bn.
0 ≤ a ≤ b ⇔ a−n ≥ b−n ≥ 0.
- Aplicar el logaritme natural en tots dos costats de la desigualtat, amb a i b nombres reals positius:

0 < a ≤ b ⇔ ln(a) ≤ ln(b).
0 < a < b ⇔ ln(a) < ln(b).
(això aplcia ja que el logaritme natural és una funció estrictament creixent.)

## Definicions formals i generalitzacions
Un ordre parcial (no estricte) és una relació binària ≤ reflexiva, antisimètrica, i transitiva sobre un conjunt P. És a dir, per tot a, b, i c en P, s'han de satisfer les següents condicions:
1. a ≤ a (reflexivitat)
2. si a ≤ b i b ≤ a, llavors a = b (antisimetria)
3. si a ≤ b i b ≤ c, llavors a ≤ c (transitivitat)

S'anomena conjunt parcialment ordenat al conjunt amb un ordre parcial. Aquests són els axiomes més bàsics que tot tipus d'ordre ha de satisfer. Altres axiomes que existeixen per a altres definicions d'ordres en un conjunt P són, per exemple:
1. Per tot a i b en P, a ≤ b o b ≤ a (ordre total).
2. Per tot a i b en P pel qual a < b, existeix c en P tal que a < c < b (ordre dens).
3. Tot conjunt no buit de P amb una fita superior té una fita superior mínima (suprem) en P (propietat de fita superior mínima).

### Cossos ordenats
Sigui (F, +, ×) un cos i ≤ un ordre total en F, llavors s'anomena cos ordenat a (F, +, ×, ≤) si i només si:
- a ≤ b implica que a + c ≤ b + c;
- 0 ≤ a i 0 ≤ b implica que 0 ≤ a × b.

Tant ({\displaystyle \mathbb {Q} }, +, ×, ≤) com ({\displaystyle \mathbb {R} }, +, ×, ≤) són cossos ordenats, però ≤ no pot ser definit per fer que ({\displaystyle \mathbb {C} }, +, ×, ≤) sigui un cos ordenat, ja que −1 és l'arrel quadrada de i i seria per tant positiu.
A part de ser un cos ordenat, {\displaystyle \mathbb {R} } té també la propietat de fita superior mínima. De fet, {\displaystyle \mathbb {R} } pot ser definit com l'únic cos ordenat amb aquesta característica.

## Notació en cadena
La notació a < b < c significa que "a < b i b < c" i per tant, a través de la propietat de transitivitat, a < c. Mitjançant les lleis de més amunt, es pot sumar o restar el mateix nombre a tots tres termes, o multiplicar o dividir tots tres termes pel mateix nombre diferent a zero i revertir totes les desigualtats en cas que el nombre sigui negatiu. Per tant, per exemple, a < b + e < c és equivalent a a − e < b < c − e.
Es pot generalitzar aquesta notació a qualsevol nombre de termes. Per exemple, a1 ≤ a₂ ≤ ... ≤ an significa que ai ≤ ai+1 per i = 1, 2, ..., n − 1. Per transitivitat, aquesta condició és equivalent a ai ≤ aj per tot 1 ≤ i ≤ j ≤ n.
En la resolució de desigualtats definides amb notació en cadena, és possible i de vegades necessari avaluar els termes independentment. Per exemple, per resoldre la desigualtat 4x < 2x + 1 ≤ 3x + 2, és possible aïllar x en qualsevol part de la desigualtat a través de la suma i la resta. En canvi, les desigualtat s'han de resoldre de forma independent, resultant en x < 1/2 i x ≥ −1 respectivament, que es pot combinar en la solució final −1 ≤ x < 1/2.
De vegades, s'utilitza la notació en cadena amb desigualtats en sentits contraris. Això significa la conjunció lògica de les desigualtat entre termes adjacents. Per exemple, la condició que defineix tanques s'escriu a1 < a₂ > a₃ < a₄ > a₅ < a₆ > .... La notació en cadena barrejada s'utilitza sobretot en relacions compatibles, com <, =, ≤. Per exemple, a < b = c ≤ d significa que a < b, b = c, i c ≤ d. Aquesta notació existeix en alguns llenguatges de programació com ara Python. En canvi, en llenguatges de programació que proporcionen un ordre dels tipus de resultats de comparació, com ara C, fins i tot les cadenes homogènies poden tenir un significat completament diferent.

## Desigualtat entre mitjanes
Hi ha moltes desigualtats entre mitjanes. Per exemple, donats a1, a₂, …, an nombres positius qualssevol, es té que H ≤ G ≤ A ≤ Q, on
| {\displaystyle H={\frac {n}{{\frac {1}{a_{1}}}+{\frac {1}{a_{2}}}+\cdots +{\frac {1}{a_{n}}}}}} | (mitjana harmònica),  |
| {\displaystyle G={\sqrt[{n}]{a_{1}\cdot a_{2}\cdots a_{n}}}}                                    | (mitjana geomètrica), |
| {\displaystyle A={\frac {a_{1}+a_{2}+\cdots +a_{n}}{n}}}                                        | (mitjana aritmètica), |
| {\displaystyle Q={\sqrt {\frac {a_{1}^{2}+a_{2}^{2}+\cdots +a_{n}^{2}}{n}}}}                    | (mitjana quadràtica). |

## Desigualtat de Cauchy-Schwarz
La desigualtat de Cauchy-Schwarz afirma que, donats dos vectors u i v que pertanyen a un espai prehilbertià (un espai vectorial proveït d'un cert producte escalar), es compleix que
{\displaystyle |\langle \mathbf {u} ,\mathbf {v} \rangle |^{2}\leq \langle \mathbf {u} ,\mathbf {u} \rangle \cdot \langle \mathbf {v} ,\mathbf {v} \rangle ,}
on {\displaystyle \langle \cdot ,\cdot \rangle } és el producte vectorial de l'espai. Exemples de producte vectorial inclouen el producte escalar real i complex. En l'espai euclidià {\displaystyle \mathbb {R} ^{n}} amb el producte escalar estàndard, la desigualtat de Cauchy–Schwarz inequality és
{\displaystyle \left(\sum _{i=1}^{n}u_{i}v_{i}\right)^{2}\leq \left(\sum _{i=1}^{n}u_{i}^{2}\right)\left(\sum _{i=1}^{n}v_{i}^{2}\right).}

## Desigultats de potències
Una "desigualtat de potències" és una desigualtat que conté termes de la forma ab, on a i b són nombres reals positius o expressions variables. Sovint apareixen en exercicis de les ol·limpíades matemàtiques.

### Exemples
- Per qualsevol x real,

{\displaystyle e^{x}\geq 1+x.}
- Si x > 0 i p > 0, llavors

{\displaystyle {\frac {x^{p}-1}{p}}\geq \ln(x)\geq {\frac {1-{\frac {1}{x^{p}}}}{p}}.}
En el límit en què p → 0, les cotes superior i inferior convergeixen a ln(x).
- Si x > 0, llavors

{\displaystyle x^{x}\geq \left({\frac {1}{e}}\right)^{\frac {1}{e}}.}
- Si x > 0, llavors

{\displaystyle x^{x^{x}}\geq x.}
- Si x, y, z > 0, llavors

{\displaystyle \left(x+y\right)^{z}+\left(x+z\right)^{y}+\left(y+z\right)^{x}>2.}
- Per dos nombres diferents a i b qualssevol,

{\displaystyle {\frac {e^{b}-e^{a}}{b-a}}>e^{(a+b)/2}.}
- Si x, y > 0 i 0 < p < 1, llavors

{\displaystyle x^{p}+y^{p}>\left(x+y\right)^{p}.}
- Si x, y, z > 0, llavors

{\displaystyle x^{x}y^{y}z^{z}\geq \left(xyz\right)^{(x+y+z)/3}.}
- Si a, b > 0, llavors[13]

{\displaystyle a^{a}+b^{b}\geq a^{b}+b^{a}.}
- Si a, b > 0, llavors[14]

{\displaystyle a^{ea}+b^{eb}\geq a^{eb}+b^{ea}.}
- Si a, b, c > 0, llavors

{\displaystyle a^{2a}+b^{2b}+c^{2c}\geq a^{2b}+b^{2c}+c^{2a}.}
- Si a, b > 0, llavors

{\displaystyle a^{b}+b^{a}>1.}

## Desigualtats notables
Els matemàtics sovint utilitzen les desigualtats per establir fites de quantitats que no poden ser determinades amb fórmules exactes. Algunes d'elles són utilitzades tan sovint que tenen nom:
- Desigualtat d'Azuma
- Desigualtat de Bernoulli
- Desigualtat de Bell
- Desigualtat de Boole
- Desigualtat de Cauchy-Schwarz
- Desigualtat de Txebixov
- Fita de Chernoff
- Desigualtat de Cramér-Rao
- Desigualtat de Gibbs
- Desigualtat de Hoeffding
- Desigualtat de Hölder
- Desigualtat entre les mitjanes aritmètica i geomètrica
- Desigualtat de Jensen
- Desigualtat de Kolmogórov
- Desigualtat de Màrkov
- Desigualtat de Minkowski
- Desigualtat de Nesbitt
- Desigualtat de Pedoe
- Desigualtat de Poincaré
- Desigualtat de Laguerre-Samuelson
- Desigualtat triangular

## Desigualtats en nombres complexos
El conjunt dels nombres complexos {\displaystyle \mathbb {C} } amb les seves operacions de suma i multiplicació és un cos, però és impossible definir una relació ≤ tal que {\displaystyle (\mathbb {C} ,+,\times ,\leq )} sigui un cos ordenat. Per fer que {\displaystyle (\mathbb {C} ,+,\times ,\leq )} sigui un cos ordenat, s'haurien de satisfer les següents propietats:
- si {\displaystyle a\leq b}, llavors {\displaystyle a+c\leq b+c};
- si {\displaystyle 0\leq a} i {\displaystyle 0\leq b}, llavors {\displaystyle 0\leq ab}.

Com que ≤ és un ordre total, per qualsevol nombre a, o bé {\displaystyle 0\leq a}, o bé {\displaystyle a\leq 0} (en tal cas, la primera propietat implica que {\displaystyle 0\leq -a}). En qualsevol dels casos, {\displaystyle 0\leq a^{2}}; això significa que i² > 0 i que 1² > 0; per tant {\displaystyle -1>0} i {\displaystyle 1>0}, la qual cosa vol dir que (−1 + 1) > 0; una contradicció.
Tanmateix, es pot definir una operació ≤ tal que satisfaci només la primera propietat (és a dir, que "si {\displaystyle a\leq b}, llavors {\displaystyle a+c\leq b+c}). De vegades, es fa servir la definició de l'ordre lexicogràfic:
- {\displaystyle a\leq b}, si
  - Re(a) < Re(b), o
  - Re(a) = Re(b) i Im(a) ≤ Im(b)

Es pot demostrar fàcilment que, per aquesta definició, {\displaystyle a\leq b} implica {\displaystyle a+c\leq b+c}.

## Desigualtats vectorials
Es poden definir també relacions de desigualtat similars a les de dalt per vectors columna. Siguin els vectors {\displaystyle x,y\in \mathbb {R} ^{n}} (és a dir, {\displaystyle x=(x_{1},x_{2},\ldots ,x_{n})^{\mathsf {T}}} i {\displaystyle y=(y_{1},y_{2},\ldots ,y_{n})^{\mathsf {T}}}, on {\displaystyle x_{i}} i {\displaystyle y_{i}} són nombres reals per {\displaystyle i=1,\ldots ,n}), es poden definir les següents relacions:
- {\displaystyle x=y}, si {\displaystyle x_{i}=y_{i}} per {\displaystyle i=1,\ldots ,n}.
- {\displaystyle x<y}, si {\displaystyle x_{i}<y_{i}} per {\displaystyle i=1,\ldots ,n}.
- {\displaystyle x\leq y}, si {\displaystyle x_{i}\leq y_{i}} per {\displaystyle i=1,\ldots ,n} i {\displaystyle x\neq y}.
- {\displaystyle x\leqq y}, si {\displaystyle x_{i}\leq y_{i}} per {\displaystyle i=1,\ldots ,n}.

De manera similar, es poden definir relacions per {\displaystyle x>y}, {\displaystyle x\geq y}, i {\displaystyle x\geqq y}. Aquesta notació és consistent amb la utilitzada per Matthias Ehrgott a Multicriteria Optimization (vegeu Bibliografia).
La propietat de tricotomia (tal com s'enuncia més amunt) no és vàlida en les relacions vectorials. Per exemple, quan {\displaystyle x=(2,5)^{\mathsf {T}}} i {\displaystyle y=(3,4)^{\mathsf {T}}}, existeix una relació de desigualtat no vàlida entre aquests dos vectors. També, s'hauria de definir un invers multiplicatiu en els vectors abans que de considerar aquesta propietat. Tanmateix, per a la resta de propietats mencionades, existeix una propietat paral·lela per a desigualtats vectorials.

## Sistemes d'inequacions
Els sistemes de desigualtats lineals es poden simplifcar mitjançant l'eliminació de Fourier-Motzkin.
La descomposició algebraica cilíndrica és un algorisme que permet avaluar si un sistema d'equacions i desigualtats polinòmiques té solucions i, en cas de tenir-ne, descriure-les. La complexitat d'aquest algorisme és doblement exponencial en el nombre de variables. El disseny d'algorismes que siguin més eficients en casos específics és un àmbit de recerca en actiu.